# Bradlec (hrad)
Bradlec je zřícenina hradu, která se nachází na katastru obce Syřenov v okrese Semily v Libereckém kraji, sedm kilometrů severovýchodně od Jičína a 500 metrů severozápadním směrem od vesnice Újezdec. Leží v nadmořské výšce 542 metrů na stejnojmenném vrchu. Jméno Bradlec nesl hrad podle tohoto ostrého čedičového vrchu. Od roku 1964 je chráněn jako kulturní památka.

## Historie

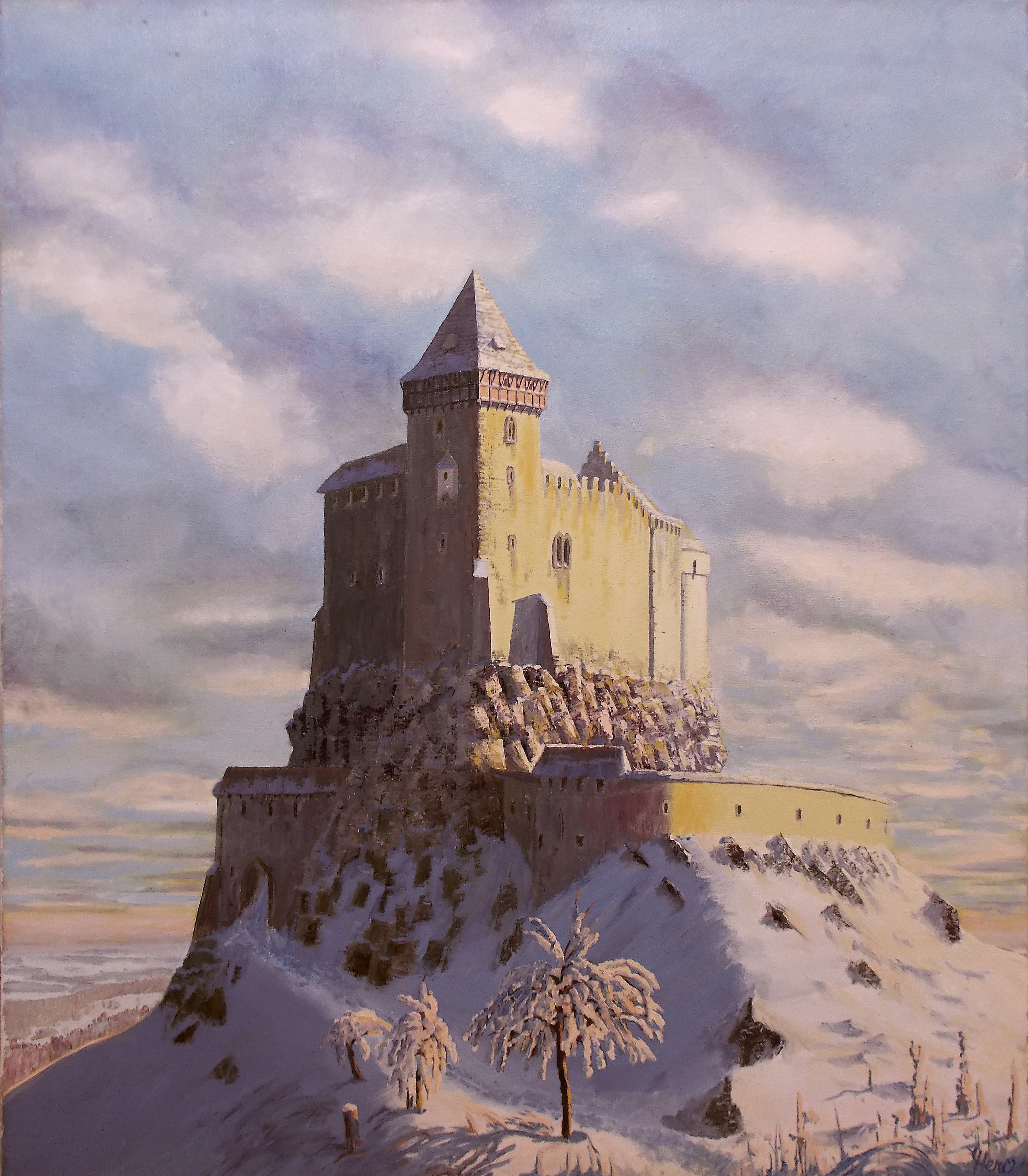
Umělecká rekonstrukce podoby hradu

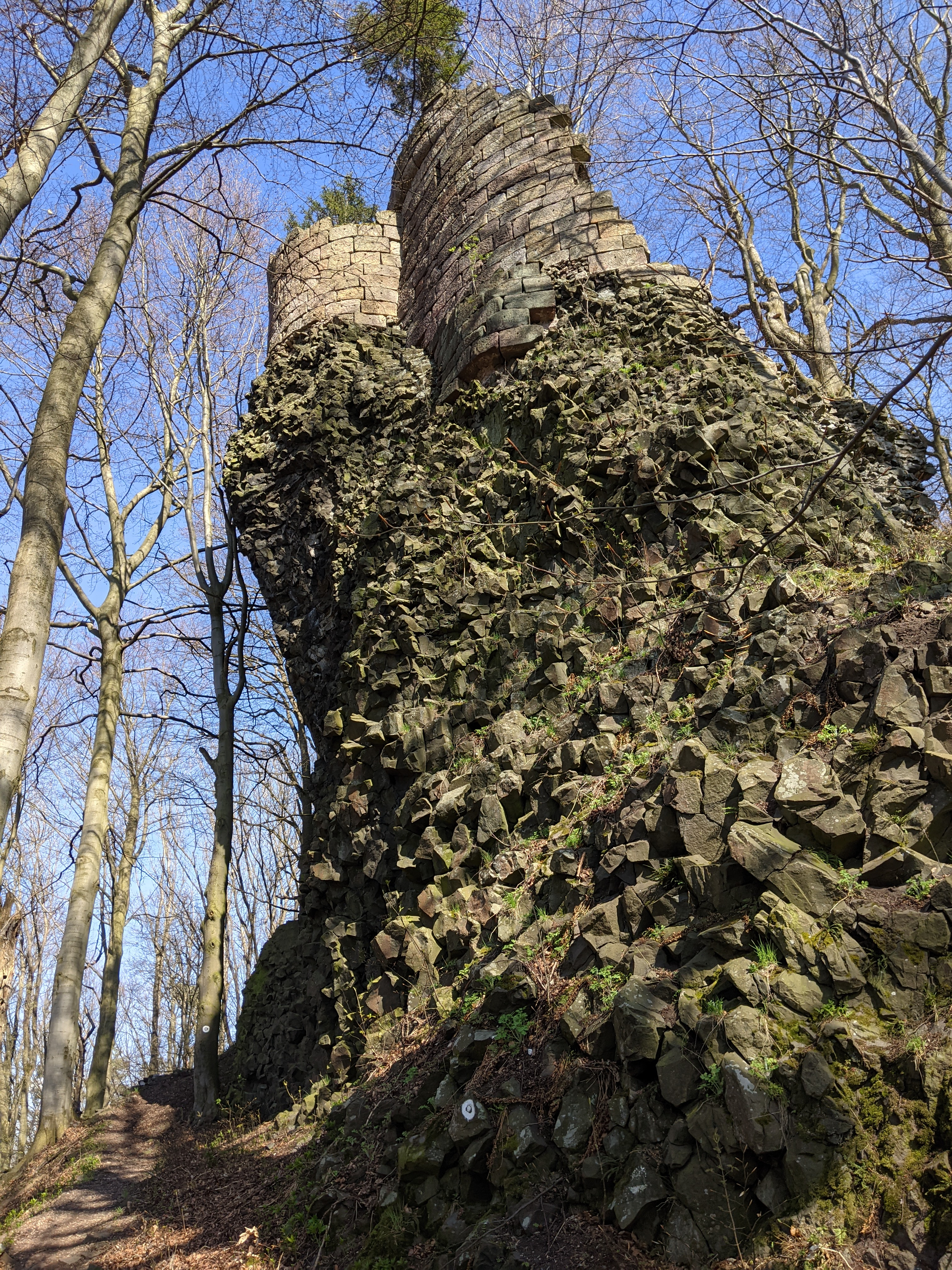
Torzo obvodové zdi paláce s polookrouhlou baštou

Hrad byl založen koncem třináctého nebo na počátku čtrnáctého století. Prvním doloženým majitelem hradu byl v letech 1316–1323 Havel Ryba z Bradlece. Ten vedl z tohoto hradu domácí válku proti Vokovi z Rotštejna. V roce 1325 byl majitelem hradu Markvart z Jíkve. Dalšími majiteli hradu byl pán Půta z Turgova. Ten připojil k hradu Bradleci i tvrz a panství Železnice. Roku 1356 byl nucen hrad dobýt Karel IV., neboť sloužil jako sídlo loupeživých rytířů. Později hrad věnoval syn Karla IV. Václav IV. své ženě Žofii. V roce 1421 dobyl hrad, jako přívrženec husitů, pan Čeněk z Vartenberka, v té době spojenec táborů. V roce 1425 věnoval císař Zikmund panství Hynku Krušinovi z Lichtemburka. Potom byl obsazen nakrátko opět loupeživou posádkou. Od roku 1450 držel hrad Vilém z Mečkova. Koncem 15. století panství vystřídalo několik majitelů. Od počátku 16. století patřilo panství Valdštejnům. V roce 1538 Valdštejnové prodali tento majetek městu Jičínu, ale majitelem hradu se stal Mikuláš Trčka z Lípy, město koupí získalo jen Železnici. Za Viléma Trčky z Lípy byl Bradlec připojen ke kumburskému panství. Hrad v té době již uváděn jako pustý.

## Přírodní poměry
Místní horniny jsou vulkanického původu – jedná se o nefelinitické čediče a melafyry. Z minerálů se zde vyskytuje chalcedon, psilomelan, siderit, analcim, thomsonit a magnetit.

## Stavební podoba
Stavební dispozice hradu byla dvojdílná. Vrchol kopce s hradním jádrem ze tří stran obklopovalo předhradí, z jehož zástavby se dochoval jen zlomek hradby. Samotné jádro mělo protáhlý lichoběžníkový půdorys a patřilo nejspíše mezi hrady blokového typu. Jeho dominantou bývala čtverhranná obytná věž, ke které ze dvou stran přiléhaly přístavky s valenými klenbami. Na východní straně stál palác se zaobleným půdorysem. Z jeho stěny vystupuje polookrouhlá bašta. Zatímco většina hradu byla postavena z lomového kamene, k vyzdění paláce a bašty byly použity pískovcové kvádry.